# Загар'є (Омутнінський район)
Зага́р'є (рос. Загарье) — присілок у складі Омутнінського району Кіровської області, Росія. Входить до складу Залазнинського сільського поселення.
Населення становить 42 особи (2010, 156 у 2002).
Національний склад станом на 2002 рік — росіяни 93 %.